# Mogofores
Mogofores ist ein Ort und eine ehemalige Gemeinde (Freguesia) im portugiesischen Kreis (Concelho) von Anadia. Die Gemeinde hatte 816 Einwohner (Stand 30. Juni 2011).

## Geschichte
Seit der Regierungszeit von König D.Sancho II. (1223–1248) war die heutige Ortschaft offiziell bekannt. König Manuel I. gab Mogofores 1514 Stadtrechte, nachdem es zuvor bereits kurzzeitig eine Vila und ein eigener Kreis gewesen war.

## Persönlichkeiten
- José Xavier de Cerveira e Sousa (1797–1862), Hochschullehrer der Universität Coimbra, Bischof von Funchal, Beja und Viseu
- António Luís de Seabra (1798–1895), Staatsminister, Rektor der Universität Coimbra und Richter am Obersten Gerichtshof
- Victorino Cunha (* 1945), angolanischer Basketballspieler und -trainer, wegweisender Nationaltrainer Angolas
- António José Conceição Oliveira, genannt Toni (* 1946), Fußballtrainer

Der adelige Schriftsteller Manuel Ferreira de Seabra da Mota e Silva (1786–1872) starb in Mogofores.
Der Musiker José Cid lebt hier. Er ist Urenkel des hiesigen Großgrundbesitzers Francisco Luís Ferreira Tavares, der 1912 in Mogofores starb.

## Verwaltung
Mogofores ist Sitz einer gleichnamigen Gemeinde (Freguesia). Im Zuge der kommunalen Neuordnung in Portugal ist die Auflösung der Gemeinde beschlossen, gegen die es jedoch vielfachen Widerstand gibt. Offiziell ist die Gemeinde im Zuge der kommunalen Neuordnung seit dem 29. September 2013 aufgelöst und mit der bisherigen Gemeinde Arcos zur neuen Gemeinde União das Freguesias de Arcos e Mogofores zusammengeschlossen.
Folgende Ortschaften liegen in der ehemaligen Gemeinde:
- Mogofores
- Outeiro de Cima
- Quinta da Murteira

## Verkehr
Mogofores liegt an der Linha do Norte.